# Đorđe Lavrnić
Đorđe Lavrnić (Komić, 6 de junho de 1946 - 27 de novembro de 2010) é um ex-handebolista iugoslavo, foi campeão olímpico.

## Títulos
- Jogos Olímpicos:
  - Ouro: 1972